# Falyn Fonoimoana
Falyn Talei Fonoimoana (Hermosa Beach, 13 marzo 1992) è una pallavolista statunitense, nel ruolo di opposto.

## Carriera

### Club
La carriera Falyn Fonoimoana inizia nei tornei scolastici californiani con la Mira Costa HS. Dopo il diploma gioca con la Southern California, prendendo parte alla NCAA Division I nell'edizione 2010. Inattiva per maternità, riprende a giocare a Porto Rico nella stagione 2013, quando inizia la carriera professionistica nella Liga de Voleibol Superior Femenino con le Orientales de Humacao. Nella stagione successiva passa alle Criollas de Caguas, vincendo lo scudetto.
Nel dicembre 2014 viene ingaggiata a stagione in corso dall'Atom Trefl Sopot, nella Liga Siatkówki Kobiet polacca, aggiudicandosi la Coppa di Polonia. Resta legata alla formazione polacca anche nel campionato 2015-16, lasciando però la squadra a metà annata, tornando in Porto Rico per disputare la Liga de Voleibol Superior Femenino 2016 con le Changas de Naranjito, che lascia poco dopo l'inizio del torneo per tornare alle Criollas de Caguas, dove però resta solo poche settimane, concludendo l'annata con le Indias de Mayagüez; al termine dell'annata non firma più alcun contratto professionistico, terminando così la sua carriera.
Nel 2022 torna in campo per partecipare, nel ruolo di opposto, alla seconda edizione dell'Athletes Unlimited, prendendo parte un anno dopo anche al suo Exhibition Tour.

### Nazionale
Nel 2015 fa il suo debutto con la nazionale statunitense, vincendo la medaglia d'oro ai XVII Giochi panamericani.

## Palmarès

### Club
- Campionato portoricano: 1

2014
- Coppa di Polonia: 1

2014-15

### Nazionale (competizioni minori)
- Giochi panamericani 2015

### Premi individuali
- 2010 - NCAA Division I: Dayton Regional MVP
- 2013 - Liga de Voleibol Superior Femenino: All-Star Team